# Étienne Bierry
Pour les articles homonymes, voir Bierry.
Étienne Bierry est un acteur et metteur en scène français de théâtre né le 13 octobre 1918 à Bordeaux et mort le 4 juillet 2015 à Thiais.

## Biographie
Fait prisonnier de guerre en 1940, il est envoyé dans un camp de prisonniers en Allemagne et en garde un bon souvenir : 

« Le camp ressemblait à un collège, à un séminaire. La vie y était monacale, mais c'était fabuleux. Nous vivions hors du temps. La Young Men Christian Association nous envoyait tous les livres que nous voulions. »

Il s'évade du camp en février 1944 caché dans une caisse, parcourt plusieurs centaines de kilomètres accroché sous un train et se retrouve de l'autre côté de l'Elbe à la frontière tchèque. Cette évasion lui inspirera le scénario du film Les Culottes rouges.
Après la guerre, il se consacre à la radio et produit avec Jacques Antoine plusieurs émissions où débutent Pierre Bellemare, Guy Lux et Jean-Paul Rouland.
De 1958 à 2011, avec son épouse Renée Delmas, il dirige le Théâtre de Poche Montparnasse. Il est le père de Liliane Bierry, Florence Génin, Marion Bierry, metteur en scène et Stéphane Bierry, comédien.

## Filmographie

### Cinéma
- 1961 : La Peau et les Os de Jean-Paul Sassy : Gagnaire
- 1961 : L'Affaire Nina B. de Robert Siodmak : Dietrich
- 1961 : Le Tracassin d'Alex Joffé : l'agent devant l'ambassade étrangère
- 1962 : Les Culottes rouges d'Alex Joffé : Schmidt, le chef de baraque
- 1962 : Horace 62 d'André Versini
- 1962 : Le Bateau d'Émile de Denys de La Patellière : Marcelin, un pêcheur
- 1962 : Le Monte-Charge de Marcel Bluwal : un bistrot
- 1963 : Ballade pour un voyou de Claude-Jean Bonnardot : Max
- 1964 : Le Gros Coup de Jean Valère : l'hôtelier
- 1964 : Requiem pour un caïd de Maurice Cloche : l'inspecteur Le Gall
- 1965 : La Vieille Dame indigne de René Allio : Albert
- 1965 : Le Faiseur de Jean-Pierre Marchand
- 1965 : Les Survivants de Dominique Genee
- 1966 : Objectif 500 millions de Pierre Schoendoerffer : Douard
- 1966 : Le Voyage du père de Denys de La Patellière : le bistrot
- 1966 : Jeudi on chantera comme dimanche de Luc de Heusch : Devos
- 1969 : Sous le signe du taureau de Gilles Grangier : Lambert, un technicien
- 1971 : Le Saut de l'ange d'Yves Boisset
- 1975 : La Soupe froide de Robert Pouret : Maury
- 1975 : La Rage au poing d'Éric Le Hung : le père
- 1975 : Un divorce heureux d'Henning Carlsen : Pierre
- 1977 : Pourquoi ? d'Anouk Bernard : le père
- 1989 : Pentimento de Tonie Marshall : Lambert
- 1999 : La Maladie de Sachs de Michel Deville : M. Ménard
- 2004 : Un 14 juillet court métrage de Nathalie Saugeon : l'homme

### Télévision
- 1959 : La caméra explore le temps : L'Enigme de Pise de Stellio Lorenzi
- 1959 : La caméra explore le temps : Le Véritable Aiglon de Stellio Lorenzi
- 1959 : Marie Stuart (de Friedrich Schiller), téléfilm de Stellio Lorenzi : Davidson
- 1961 : La caméra explore le temps : L'Enigme de Saint-Leu de Stellio Lorenzi
- 1961 : Les Cinq Dernières Minutes, épisode L'Avoine et l'Oseille de Claude Loursais
- 1962 : L'inspecteur Leclerc enquête La Trahison de Leclerc de Marcel Bluwal
- 1962 : Le Théâtre de la jeunesse : Un pari de milliardaire de Marcel Cravenne
- 1964 : La caméra explore le temps : Le Drame de Mayerling de Stellio Lorenzi
- 1964 : La caméra explore le temps : La Terreur et la Vertu de Stellio Lorenzi : Jacques-Nicolas Billaud-Varenne
- 1964 : La Route de Pierre Cardinal
- 1966 : La caméra explore le temps : Les Cathares de Stellio Lorenzi
- 1966 : Derrière l'horizon de Jean-Pierre Marchand
- 1966 : La Grande Peur dans la montagne de Pierre Cardinal
- 1967 : En votre âme et conscience, L'Affaire Dumollard : rôle de Dumollard[5].
- 1967 : La Bouquetière des innocents de Lazare Iglesis
- 1968 : Les Enquêtes du commissaire Maigret de Michel Drach, épisode : L'Inspecteur Cadavre, Cavre
- 1968 : Les Bas-fonds de Jean-Paul Sassy
- 1969 : En votre âme et conscience, épisode : L'Affaire Deschamps ou la reconstitution de  Jean Bertho
- 1971 : Les Nouvelles Aventures de Vidocq de Marcel Bluwal
- 1971 : Le Miroir 2000 de Jean Couturier & François Villiers
- 1972 : La Vallée sans printemps (téléfilm)  de Claude-Jean Bonnardot
- 1973 : Un client sérieux de Jean Bertho
- 1973 : Au bout du rouleau de Claude-Jean Bonnardot
- 1973 : La Ligne de démarcation - épisode 5 : Camille (série télévisée) : Camille
- 1974 : Taxi de nuit de Jean Leduc
- 1974 : Un bon patriote de Gérard Vergez
- 1974 : Le Vagabond de Claude-Jean Bonnardot
- 1974 : L'Homme du fleuve de Jean-Pierre Prévost
- 1975 : Pays de Jacques Krier
- 1976 : Grand-père viking de Claude-Jean Bonnardot
- 1976 : Le Cousin Pons de Guy Jorré
- 1977 : La Foire de Roland Vincent
- 1978 : Double Détente de Claude-Jean Bonnardot
- 1979 : Pierrette de Guy Jorré
- 1980 : Le Petit Théâtre d'Antenne 2 : En attendant Polo de Georges Sonnier, réalisation Roland Coste
- 1981 : La Vie des autres (épisode "Christophe"), série télévisée de Gilles Legrand
- 1982 : Les Amours des années grises : Histoire d'un bonheur de Marion Sarraut
- 1982 : Ralentir école d'Alain Dhouailly
- 1982 : L'Enfant et les Magiciens de Philippe Arnal
- 1990 : Les Cinq Dernières Minutes : Le Miroir aux alouettes de Guy Jorré
- 1991 : Marie la louve de Daniel Wronecki

## Théâtre

### Comédien
- 1950 : Junon et le Paon de Sean O'Casey, mise en scène Philippe Kellerson, Théâtre de l'Œuvre
- 1951 : Les Radis creux de Jean Meckert, mise en scène Pierre Valde, Théâtre de Poche Montparnasse
- 1955 : Le Scieur de long de Marcel Moussy, Théâtre du Tertre
- 1956 : Les Bas-fonds de Maxime Gorki, mise en scène Sacha Pitoëff, Théâtre de l'Œuvre
- 1958 : Gontran 22 d'Alexandre Arnoux, mise en scène Robert Marcy, Théâtre des Bouffes-Parisiens
- 1958 : Procès à Jésus de Diego Fabbri, mise en scène Marcelle Tassencourt, Théâtre Hébertot
- 1958 : Éboulement au quai nord d’Ugo Betti, mise en scène Marcelle Tassencourt, Théâtre de Poche Montparnasse
- 1959 : Les Petits Bourgeois de Maxime Gorki, mise en scène Grégory Chmara, Théâtre de l'Œuvre
- 1959 : Le Client du matin de Brendan Behan, mise en scène Georges Wilson, Théâtre de l'Œuvre
- 1961 : En attendant Godot de Samuel Beckett, mise en scène Roger Blin, Odéon-Théâtre de France
- 1962 : Baby foot de Robert Soulat, mise en scène Gabriel Garran, Théâtre de Poche Montparnasse
- 1962 : L'Étoile devient rouge de Sean O'Casey, mise en scène Gabriel Garran, Théâtre de la Commune, Théâtre Récamier
- 1963 : Les Viaducs de la Seine-et-Oise de Marguerite Duras, mise en scène Claude Régy, Poche Montparnasse
- 1963 : Les Enfants du soleil de Maxime Gorki, mise en scène Georges Wilson, TNP Théâtre de Chaillot : Egor, serrurier
- 1964 : Les Viaducs de la Seine-et-Oise de Marguerite Duras, mise en scène Claude Régy, Poche Montparnasse
- 1964 : La Tragédie de la vengeance d'après Cyril Tourneur, mise en scène Francis Morane et Jean Serge, Théâtre Sarah-Bernhardt
- 1964 : Le Trèfle fleuri de Rafael Alberti, mise en scène Pierre Debauche, Théâtre Daniel Sorano Vincennes
- 1964 : Oncle Vania d'Anton Tchekhov, mise en scène Sacha Pitoëff, Théâtre Moderne
- 1966 : Vous vivrez comme des porcs de John Arden, mise en scène Guy Rétoré, Théâtre de l'Est parisien
- 1967 : Le Duel d'Anton Tchekov, mise en scène André Barsacq, Théâtre de l'Atelier
- 1968 : Biedermann et les incendiaires de Max Frisch, mise en scène Bernard Jenny, Théâtre du Vieux Colombier
- 1969 : Les Nonnes d'Eduardo Manet, mise en scène Roger Blin, Théâtre de Poche Montparnasse
- 1970 : Amédée ou Comment s'en débarrasser d'Eugène Ionesco, mise en scène Jean-Marie Serreau, Théâtre de Poche Montparnasse
- 1971 : La Peau d'un fruit sur un arbre pourri de Victor Haïm, mise en scène Jean-Paul Roussillon, Théâtre de Poche Montparnasse
- 1974 : Chez Pierrot de Jean-Claude Grumberg, mise en scène Gérard Vergez, Théâtre de l'Atelier
- 1975 : La Caverne d'Adullam de Jean-Jacques Varoujean, mise en scène Étienne Bierry, Théâtre de Poche Montparnasse
- 1977 : Lady Strass d'Eduardo Manet, mise en scène Roger Blin, Théâtre de Poche Montparnasse
- 1979 : Neige de Romain Weingarten, mise en scène de l'auteur, Théâtre de Poche Montparnasse
- 1981 : Le Butin de Joe Orton, mise en scène Étienne Bierry, Théâtre de Poche Montparnasse
- 1981 : Accordez vos violons de Victor Haïm, mise en scène Étienne Bierry, Théâtre de Poche Montparnasse
- 1981 : Interviouve de Louis-Ferdinand Céline, mise en scène Jean Rougerie, Théâtre de Poche Montparnasse
- 1982 : Baron, Baronne de Jean-Jacques Varoujean, mise en scène Étienne Bierry, Théâtre de Poche Montparnasse
- 1982 : Souvenirs du faucon maltais de Jean-Pierre Enard, mise en scène Étienne Bierry, Théâtre de Poche Montparnasse
- 1983 : La Dernière Bande de Samuel Beckett, mise en scène Michel Dubois, Théâtre de Poche Montparnasse
- 1984 : L'Elève de Brecht de Bernard Da Costa, mise en scène Nicolas Bataille, Théâtre de Poche Montparnasse
- 1984 : La Dernière Classe de Brian Friel, mise en scène Jean-Claude Amyl, Théâtre des Mathurins
- 1985 : Fool for love de Sam Shepard, mise en scène Andréas Voutsinás, Espace Pierre Cardin
- 1986 : Amédée ou Comment s'en débarrasser d'Eugène Ionesco, mise en scène Étienne Bierry, Théâtre de Poche Montparnasse
- 1987 : Variations sur le canard de David Mamet, mise en scène Jacques Seiler, Théâtre de Poche Montparnasse
- 1988 : Docteur Raguine d'après Anton Tchekhov, mise en scène Julian Negulesco, Théâtre de Poche Montparnasse
- 1988 : La Dernière Bande de Samuel Beckett, mise en scène Étienne Bierry, Théâtre de Poche Montparnasse
- 1988 : Le Plus Heureux des trois d'Eugène Labiche, mise en scène Étienne Bierry, Théâtre de Poche Montparnasse
- 1989 : Visite d'un père à son fils de Jean-Louis Bourdon, mise en scène Georges Werler, Théâtre de Poche Montparnasse
- 1990 : Chambre 108 de Gérald Aubert, mise en scène Georges Werler, Théâtre de Poche Montparnasse
- 1992 : Montaigne ou Dieu que la femme me reste obscure de Robert Pouderou, mise en scène Pierre Tabard, Théâtre de Poche Montparnasse
- 1992 : Clotilde et moi d'après les Contes cruels d'Octave Mirbeau, mise en scène Marion Bierry, Théâtre de Poche Montparnasse
- 1994 : Silence en coulisses ! de Michael Frayn, mise en scène Jean-Luc Moreau, Théâtre du Palais-Royal
- 1994 : Retour à Pétersbourg de Gilles Costaz, mise en scène Georges Werler, Théâtre de Poche Montparnasse
- 1998 : Horace de Corneille, mise en scène Marion Bierry, Théâtre de l'Œuvre
- 2000 : Le Chant du crapaud de Louis-Charles Sirjacq, mise en scène Julian Negulesco, Théâtre de Poche Montparnasse
- 2002 : L’Embrasement des Alpes de Peter Turrini, mise en scène Georges Werler, Théâtre de Poche Montparnasse
- 2003 : Coco Perdu de Louis Guilloux, mise en scène Stéphane Bierry, Théâtre de Poche Montparnasse
- 2005 : Sur un air de tango d'Isabelle de Toledo, mise en scène Annick Blancheteau & Jean Mourière, Théâtre de Poche Montparnasse
- 2007 : L'Illusion comique de Corneille, mise en scène Marion Bierry, Théâtre de Poche Montparnasse, Théâtre Hébertot
- 2008 : Ivanov d'Anton Tchekhov, mise en scène Philippe Adrien, Théâtre de la Tempête
- 2010 : Ivanov d'Anton Tchekhov, mise en scène Philippe Adrien, Théâtre de la Tempête, tournée

### Metteur en scène
- 1960 : Les Radis creux de Jean Meckert, Théâtre de Poche Montparnasse
- 1975 : La Caverne d'Adullam de Jean-Jacques Varoujean, Théâtre de Poche Montparnasse
- 1976 : Les Moutons de la nuit de Denise Bonal, Théâtre de Poche Montparnasse
- 1976 : Isaac et la sage femme de Victor Haïm, Théâtre de Poche Montparnasse
- 1977 : Un ennemi du peuple d'Henrik Ibsen, Théâtre Edouard VII
- 1977 : Sigismond de Jean-Jacques Tarbes, Théâtre de Poche Montparnasse
- 1980 : Une place au soleil de Georges Michel, Théâtre de Poche Montparnasse
- 1981 : Accordez vos violons de Victor Haïm, Théâtre de Poche Montparnasse
- 1981 : Le Butin de Joe Orton, Théâtre de Poche Montparnasse
- 1982 : Baron, Baronne de Jean-Jacques Varoujean, Théâtre de Poche Montparnasse
- 1982 : Souvenirs du faucon maltais de Jean-Pierre Enard, Théâtre de Poche Montparnasse
- 1982 : Flock de Sylvain Rougerie, Théâtre de Poche Montparnasse
- 1983 : Restaurant de nuit de Michel Bedetti, Théâtre de Poche Montparnasse
- 1984 : Le Pharaon de Geva Caban, Théâtre de Poche Montparnasse
- 1984 : Le Plaisir de l'amour de Robert Pouderou, Théâtre de Poche Montparnasse
- 1984 : Kidnapping de Catherine Rihoit, Théâtre de Poche Montparnasse
- 1985 : La Part du rêve de Michèle Ressi, Théâtre de Poche Montparnasse
- 1985 : L'Écornifleur de Jules Renard, Théâtre de Poche Montparnasse
- 1986 : Amédée ou Comment s'en débarrasser d'Eugène Ionesco, Théâtre de Poche Montparnasse
- 1987 : Belle Famille de Victor Haïm, Théâtre de Poche Montparnasse
- 1988 : La Dernière Bande de Samuel Beckett, Théâtre de Poche Montparnasse
- 1988 : Le Plus Heureux des trois d'Eugène Labiche, Théâtre de Poche Montparnasse
- 1991 : Abraham et Samuel de Victor Haïm
- 1991 : Les Empailleurs de Toni Leicester, Théâtre de Poche Montparnasse
- 1993 : La Fortune du pot de Jean-François Josselin, Théâtre de Poche Montparnasse
- 1996 : L’Argent du beurre de Louis-Charles Sirjacq, Théâtre de Poche Montparnasse
- 1998 : 4e tournant de Josette Boulva et Marie Gatard, Théâtre de Poche Montparnasse
- 2002 : Les Directeurs de Daniel Besse, Théâtre de Poche Montparnasse
- 2007 : Les Riches reprennent confiance de Louis-Charles Sirjacq, Théâtre de Poche Montparnasse
- 2010 : Au nom du fils d'Alain Cauchi, Théâtre de Poche Montparnasse

- Oncle Vania d'Anton Tchekhov
- Les Trois Sœurs d'Anton Tchekhov
- Les Petits Bourgeois de Maxime Gorki
- La Vie de Galilée de Bertolt Brecht
- Tchin Tchin de François Billetdoux
- Chez Pierrot de Jean-Claude Grumberg
- L’Embrassement des Alpes de Peter Turrini

## Distinctions
- 2009 : Prix du Brigadier Brigadier d’honneur pour l’ensemble de sa carrière